# Kingdom Hearts 3D: Dream Drop Distance
Kingdom Hearts 3D: Dream Drop Distance is een computerspel dat is ontwikkeld en uitgegeven door Square Enix voor de Nintendo 3DS. Het actierollenspel (ARPG) is onderdeel van de spelserie Kingdom Hearts en is uitgebracht in Japan op 29 maart 2012, in Europa op 20 juli 2012 en in de VS op 31 juli 2012.

## Beschrijving
Het is het zevende deel in de spelreeks en maakt hevig gebruik van de functies van de Nintendo 3DS. Qua verhaal speelt het zich af na de gebeurtenissen van Kingdom Hearts coded. Het spel richt zich op de avonturen van Sora en Riku, die zich klaarmaken op de terugkeer van Master Xehanort. Naast het besturen van beide personages kan de speler ook zogenaamde Dream Eaters toevoegen aan de party, die assisteren in de gevechten.

## Ontvangst
| Recensiescore       | Recensiescore |
| Recensieverzamelaar | Score         |
| ------------------- | ------------- |
| Metacritic          | 75%           |
| Publicist           | Score         |
| Famitsu             | 38/40         |
| Game Informer       | 8,25          |
| GameSpot            | 7             |
| IGN                 | 8,5           |
| Nintendo Power      | 8             |

Het spel ontving na uitgave positieve recensies en heeft op verzamelwebsite Metacritic een score van 75%. Men prees de gameplay van het spel, maar kritiek was er op het verhaal.

## Remaster
Een remaster onder de titel Kingdom Hearts Dream Drop Distance HD werd uitgebracht in 2017 voor de PlayStation 4 en in 2020 voor de Xbox One, als onderdeel van het verzamelpakket Kingdom Hearts HD 2.8 Final Chapter Prologue.